# Siphonophora laticollis
Siphonophora laticollis är en mångfotingart som först beskrevs av Loomis 1964.  Siphonophora laticollis ingår i släktet Siphonophora och familjen Siphonophoridae. Inga underarter finns listade i Catalogue of Life.